# Alany (nyelvészet)
A hagyományos mondattanban az alany a tagolt mondat egyik fő része, az, amelyről az állítmánnyal a beszélő megállapít valamit, azaz az állítmányban kifejezett cselekvésnek, történésnek, állapotnak vagy létezésnek, illetve minőségi vagy mennyiségi jegynek a hordozója.
Az alany meghatározása meglehetősen összetett kérdés. Grevisse – Goosse 2007 megállapítja, hogy lehetetlen kielégítően definiálni még egyetlen nyelvre vonatkozóan is, és annál is inkább általánosan. A legnyilvánvalóbb esetben az alany az állítmánnyal kifejezett cselekvés cselekvője, de ez esetben is megkülönböztetendő nyelvtani alany és logikai alany, legalábbis azokban a nyelvekben, amelyekben van cselekvő igenem és szenvedő igenem. Ezekben a grammatikai és a logikai alany egybeesik, amikor az ige cselekvő igenemű. Példák:
- (franciául) Le vent a renversé le vieux chêne ’A szél ledöntötte a vén tölgyfát’;[3]
- (angolul) The cat bit the dog ’A macska megharapta a kutyát’;[4]
- (románul) Elevul citește ’A tanuló olvas’.[5]

A grammatikai alany nem azonos a logikaival, amikor az ige szenvedő igenemű. Ebben az esetben a grammatikai alany szenvedője a logikai alany cselekvésének. Egyes nyelvek hagyományos grammatikáiban a logikai alanyt külön mondatrészként kezelik, például (franciául) complément d’agent ’cselekvő határozó’ néven. Példák:
- (franciául) Le vieux chêne a été renversé par le vent ’A vén tölgyfát ledöntötte a szél’ (szó szerint ’A vén tölgyfa a szél által lett ledöntve’);[3]
- (angolul) The cat was chased by the dog ’A macskát a kutya kergette’ (szó szerint ’A macska a kutya által volt kergetve’);[4]
- (románul) Elevul este ascultat de profesor ’A tanulót kihallgatja a tanár’ (szó szerint ’A tanuló a tanár által van kihallgatva).[5]

A magyar nyelvben is vannak esetek, amikor meg kell különböztetni grammatikai és logikai alanyt. Az Én megyek mondatban ezek egybeesnek az én szóban, de a Nekem mennem kell mondatban a grammatikai alany a mennem személyragos főnévi igenév, a logikai pedig a nekem névmás, amely mondattanilag részeshatározó.
Más esetekben a grammatikai alany nem cselekvő, és logikai alany sincs a mondatban. Ez akkor fordul elő, amikor az állítmánnyal a beszélő megállapítja:
- azt, hogy az alannyal történik vagy nem történik valami: (magyarul) Esik az eső;[9]
- az alany állapotát: (magyarul) A gyerek rosszul van;[9]
- azt, hogy az alany létezik vagy nem: (franciául) Il y aurait beaucoup de choses à dire ’Sok lenne a mondanivaló’;[10]
- azt, hogy az alanynak van vagy nincs valamije: (horvátul) Svi mi imamo posebne zadatke ’Mindegyikünknek megvan a saját feladata’;[11]
- azt, hogy az alany valaki/valami vagy nem: (szerbül) Moj brat je inženjer ’A fivérem mérnök’;[12]
- azt, hogy az alanyhoz társul minőség vagy nem: (románul) Ei sunt veseli ’Ők vidámak’[13]
- azt, hogy az alanyhoz társul mennyiség vagy nem: (magyarul) Az erdőben sok gomba van.[9]

Nemcsak igének lehet alanya, hanem igenévnek is. Ez az alany általában azonos az igenevet alárendelő ige alanyával:
- főnévi igenév alanya: (franciául) Je promets à Pierre de venir ’Megígérem Pierre-nek, hogy eljövök’ (szó szerint ’Megígérem Pierre-nek eljönni’);[14]
- határozói igenév alanya: (románul) Venind acasă, mama s-a culcat ’Amikor hazajött, a mama lefeküdt’ (szó szerint ’Hazajőve…’).[15]

Igenévnek saját alanya is lehet:
- főnévi igenévnek: (franciául) Je dis à Pierre de sortir ’Azt mondom Pierre-nek, hogy menyjen ki’. A francia hagyományos grammatikában az ilyet összetett mondatnak tekintik, melyben Pierre egyben részeshatározó a főmondatban és alany ennek tárgyi mellékmondatában.[16]
- melléknévi igenévnek: (franciául) Le chat parti, les souris dansent ’Amikor a macska nincs otthon, táncolnak az egerek’ (szó szerint ’A macska elment,…’);[17]
- határozói igenévnek: (románul) Venind mama, el a plecat ’Mivel a mama eljött, ő elment’ (szó szerint ’Eljőve a mama,…’).[15]

A fejlett névszóragozású nyelvekben a névszóval kifejezett grammatikai alanyt esetéről lehet felismerni, mely mindig az alanyeset. Például a magyar nyelvben arról ismerhető fel, hogy csak ennek nincs esetragja vagy egyéb viszonyragja, és névutó sem követheti, miközben a tárgynak és a névszóval kifejezett határozóknak van esetragja vagy egyéb viszonyragja. Ilyen nyelvek egyes grammatikáiban az is beletartozik az alany meghatározásába, hogy formális szempontból az a mondatrész, amely alanyesetben áll.
Grevisse – Goosse 2007, mint a francia nyelv, azaz olyan nyelv grammatikája, melyben nincs névszóragozás, azt ajánlja, hogy, mivel nem lehet kielégítően meghatározni az alanyt, tekintsük az alany fogalmát egyfajta posztulátumnak, és azonosítsuk a Qui est-ce qui ? ’Ki?’ illetve a Qu’est-ce qui ? ’Mi?’ szókapcsolatokkal kezdődő kérdések segítségével, melyek kizárólag az alanyra vonatkozhatnak.

## Az alany kifejezése
Az alanyt a leggyakrabban főnév vagy főnév jellegű szó fejezi ki:
- főnév: (magyarul) A gyerek rosszul van;
- névmás: (románul) Cine vine? ’Ki jön?’;
- számnév: (szerbül) Od cele družine ostao je samo jedan ’Az egész legénységből csak egy (ember) maradt’;
- minden más főnévi értékben használt szó, például határozószó: (franciául) Demain est un jour de fête ’A holnap ünnepnap’.

Igenév is lehet alany, például a főnévi igenév:
- (magyarul) Dohányozni tilos!;[24]
- (franciául) C’est à moi de parler ’Rajtam a sor, hogy beszéljek’;[25]
- (románul) E greu a înțelege ’Nehéz megérteni’[22]
- (horvátul) Čekati je bilo teško ’Nehéz volt várni’.[26]

A magyarban személyragja is lehet a főnévi igenévvel kifejezett alanynak, pl. Mennem kell.
Egy olyan nyelv grammatikáiban, mint a román, a határozói igenévről is úgy tekintik, hogy kifejezheti az alanyt (S-a auzit strigând ’Kiáltás hallatszott’), és a supin-nak nevezett igenévről is: „Ce s-a întâmplat pe urmă nu e greu de-nchipuit” (George Topîrceanu) ’Azt, ami azután történt, nem nehéz elképzelni’.
Azokban a nyelvekben, mint amilyen a magyar is, amelyekben az igét úgy ragozzák, hogy mindegyik vagy csaknem mindegyik személyrag különbözik a többitől, nem szükséges mindig külön szóval kifejezni az alanyt. Első és második személyben általában elhagyják a személyes névmással kifejezett alanyt, kivéve ha a beszélő nyomatékossá akarja tenni. Példák:
- (magyarul) „Elindultam szép hazámból”[9] vs. Én megyek el;[27]
- (románul) Ai mâncat? ’Ettél?’[13] vs. Tu ești de vină ’Te vagy a hibás’;[15]
- (horvátul) Već sam i kaput bio obukao ’Már a kabátomat is felvettem’ vs. Ja sve čujem ’Én mindent hallok’.[28]

Harmadik személyben is elhagyható a külön szóval kifejezett alany, és a személyrag utal rá, ha előtte megvan a kontextusban: A tacskó a pulira vetette magát, és el akarta venni tőle a csontot. A 3. személyű személyes névmás is nyomatékosítás céljából használatos: A lány lehajolt. Ő tudta, hogy a cetlit az asztal alatt kell keresni.
Más nyelvekben, amelyekben nincs igeragozás, vagy amelyekben túl kevés különböző személyrag van, az alanyt általában külön szó fejezi ki. Ilyen például az angol nyelv vagy a francia. Az utóbbiban az ige mellett mindig ott van külön szóban az alany, kivéve felszólító módban. E jelenség hatására személytelen ige esetében is jelen kell lennie az il hímnem egyes szám 3. személyű személyes névmásnak, vagy a ça semleges mutató névmásnak, még olyan igék esetében is, amelyeknek nem lehet alanyuk, és amelyekkel látszólagos alanynak nevezik: Il pleut ’Esik az eső’. Olyan személytelen igék esetében is, amelyeknek lehet valódinak nevezett alanyuk, az il vagy a ça is jelen van: Il est arrivé un malheur ’Szerencsétlenség történt’, Ça me paraît bizarre qu’elle n’ait rien dit ’Furcsának tűnik nekem, hogy nem mondott semmit’.
Egyes grammatikákban az alanyi mellékmondatot is egyszerűen alanynak tekintik (lásd az előző példát). Angol példa: That oil floats on water is a fact ’Hogy az olaj úszik a vizen, az tény’.
Úgy lehet tekinteni, hogy az alanyt több, mint egyszer fejezik ki, amikor bele van értve a személyragba, és külön szóként is jelen van (lásd fentebb), de olyan esetek is vannak, amikor kétszer fejezik ki külön szóval kiemelése céljából. A franciában ez gyakori:
- Mes parents, ils ont vendu leur maison ’Az én szüleim eladták a házukat’ – főnévvel és ráutaló hangsúlytalan névmással kifejezett alany;
- Moi, je le connais ’Én ismerem őt’ – hangsúlyos alakú és hangsúlytalan alakú személyes névmással kifejezett alany;
- Le pouvoir, ça se prend par la force ’A hatalmat erővel veszik át’ (szó szerint ’A hatalom, ez átvevődik az erő által’) – főnévvel és ráutaló mutató névmással kifejezett alany.

A románban is előfordul az alany két külön szóval való kifejezése, bár ritkábban, mint a franciában: Vorbește ea Maria așa, dar tot îi pare rău ’Így beszél Maria, de mégis bánja’ (szó szerint ’Beszél ő Maria így, de…’) – főnévvel és rá előreutaló személyes névmással kifejezett alany.

## Határozott és határozatlan alany
Fajtája szerint az alany lehet határozott vagy határozatlan. A határozott alany pontosan meg van jelölve. Határozatlan az alany, azaz azonosítatlan vagy azonosíthatatlan, ha a beszélő nem tudja vagy nem akarja pontosan megjelölni, illetve általános, ha az állítmányban mondottak hordozója bárki vagy bármi lehet. Olykor nehéz megállapítani, hogy miféle határozatlan alanyról van szó. Több eszköz fejezheti ki, melyek az adott nyelvtől is függhetnek:
- határozatlan vagy általános névmás:

- (franciául) az on névmás:

On ne sait jamais ! ’Sose lehet tudni’ (általános alany);
Tous les ans, on organise une fête à l’école ’Minden évben ünnepélyt rendeznek az iskolában’ (azonosítatlan alany);
- (magyarul) Senki sem sírja ki a szemét a más szerencsétlenségén;
- (franciául) Quelqu’un a téléphoné ? ’Telefonált-e valaki?’;

- általános jelentésű főnév:

- (magyarul) Tudja az egész világ, Az ember soha sem tudhatja, mi lesz;

- az állítmány egyes szám 2. személyű alakja:

- (magyarul) Szólj igazat, betörik a fejed;
- (románul) Cum îți vei așterne, așa vei dormi ’Ki mint veti ágyát, úgy alussza álmát’ (szó szerint ’Ahogy vetni fogod magadnak, úgy fogsz aludni’);

- az állítmány egyes vagy többes szám 3. személyű alakja:

- cselekvő ige:

- (magyarul) Amint fújják, úgy táncol;
- (franciául) Ils ont dit à la radio qu’il allait y avoir de l’orage ’Bemondták a rádióban, hogy vihar lesz’;
- (románul) Au adus marfă ’Árut hoztak’;

- szenvedő ige:

- (franciául) Une nouvelle bibliothèque va être construite ici ’Új könyvtárat fognak itt felépíteni’ (szó szerint ’Új könyvtár lesz felépítve itt’);
- (románul) Aici au fost construite două blocuri ’Itt két tömbházat építettek fel’ (szó szerint ’Itt fel lett építve két tömbház’);

- az állítmány visszaható alakja:

- (franciául) Comment ça s’écrit ? ’Hogyan írják ezt?’ (szó szerint ’Hogyan íródik ez?’);
- (románul) Aici se doarme bine ’Itt jól lehet aludni’, Aici s-au construit două blocuri ’Itt két tömbházat építettek fel’;

- az állítmány többes szám 1. személyű alakja:

- (magyarul) Árnyékáért becsüljük a vén fát;
- (románul) Nu trăim ca să mâncăm, ci mâncăm ca să trăim ’Nem azért élünk, hogy együnk, hanem azért eszünk, hogy éljünk’;

- főnévi igenévi állítmány: (magyarul) Megismerni a kanászt cifra járásáról.[34]

## Az alanyos szerkezetek fajtái
Szerkezete szerint az alany lehet egyszerű, ha egyetlen szó fejezi ki vagy, egyes nyelvekben, névelős névszó, elöljárószós vagy visszaható névmásos igenév. Példák:
- (magyarul) Te inkább maradj velem;[42]
- (franciául) La troupe défilera ’A csapat fel fog vonulni’;[43]
- (románul) E greu de înțeles ’Nehéz megérteni’;[22]
- (franciául) Se voir ainsi arrêté désespérait Glenarvan ’Ilyképpen megállítva látni magát kétségbe ejtette Glenarvant’ (Jules Verne).[44]

Olyan állandósult szókapcsolat is egyszerű alany, amely szószerkezetből vagy mondatból származik, és már nem elemezhető, pl. (franciául) N’importe qui peut répondre ’Akárki tud válaszolni’;
Halmozott alanyt alkot két vagy több, egymás között mellérendelési viszonyban álló alany:
- (magyarul) Péter és Mari csak egymással sakkozik;[45]
- (románul) „...încet-încet, pocnetele și strigătele s-au pierdut” ’Lassan-lassan a csattanások és a kiáltások elcsitultak’ (I. Al. Brătescu-Voinești).[5]

Az összetett alany névszóból és igenévből áll:
- (magyarul) Minden körülmények között muszáj becsületes maradni;[45]
- (románul) E greu de ajuns cosmonaut ’Nehéz űrhajóssá válni’.[5]

Magyar grammatikákban számbavesznek ún. szerkezetszintű vagy alárendelt alanyt is. Ennek alaptagja gyakoribb esetekben igenévi ige: A bizottság hozta döntés nem aratott nagy tetszést.